# A Sede
A Sede es un edificio administrativo y comercial situado en Vigo. Constituye una de las sedes institucionales del Real Club Celta de Vigo, y está situado en la Calle del Príncipe.

## Historia
El edificio en el que actualmente se encuentra A Sede es fruto de varias remodelaciones y reformas en los inmuebles que se encontraban en esa localización. Anteriormente a la adquisición por parte del Real Club Celta, el edificio pertenecía al Círculo Mercantil e Industrial de Vigo. Fundado en 1891 a partir del Círculo de Instrucción Mercantil, su presidente de aquellas, Bernardo Bernárdez, adquiere el edificio situado en la calle Príncipe número 44.
Después de varios años de obras a cargo del arquitecto Manuel Gómez Román, se inauguró en 1925. De estilo clasicista gallego y con múltiples galerías y ventanales, fue inaugurado de forma oficial el 28 de septiembre de 1927 por los reyes Alfonso XIII y Victoria Eugenia. Finalmente, en el año 2015 fue adquirido por el Celta de Vigo para su reforma y posterior mudanza de sus oficinas administrativas.

## Arquitectura

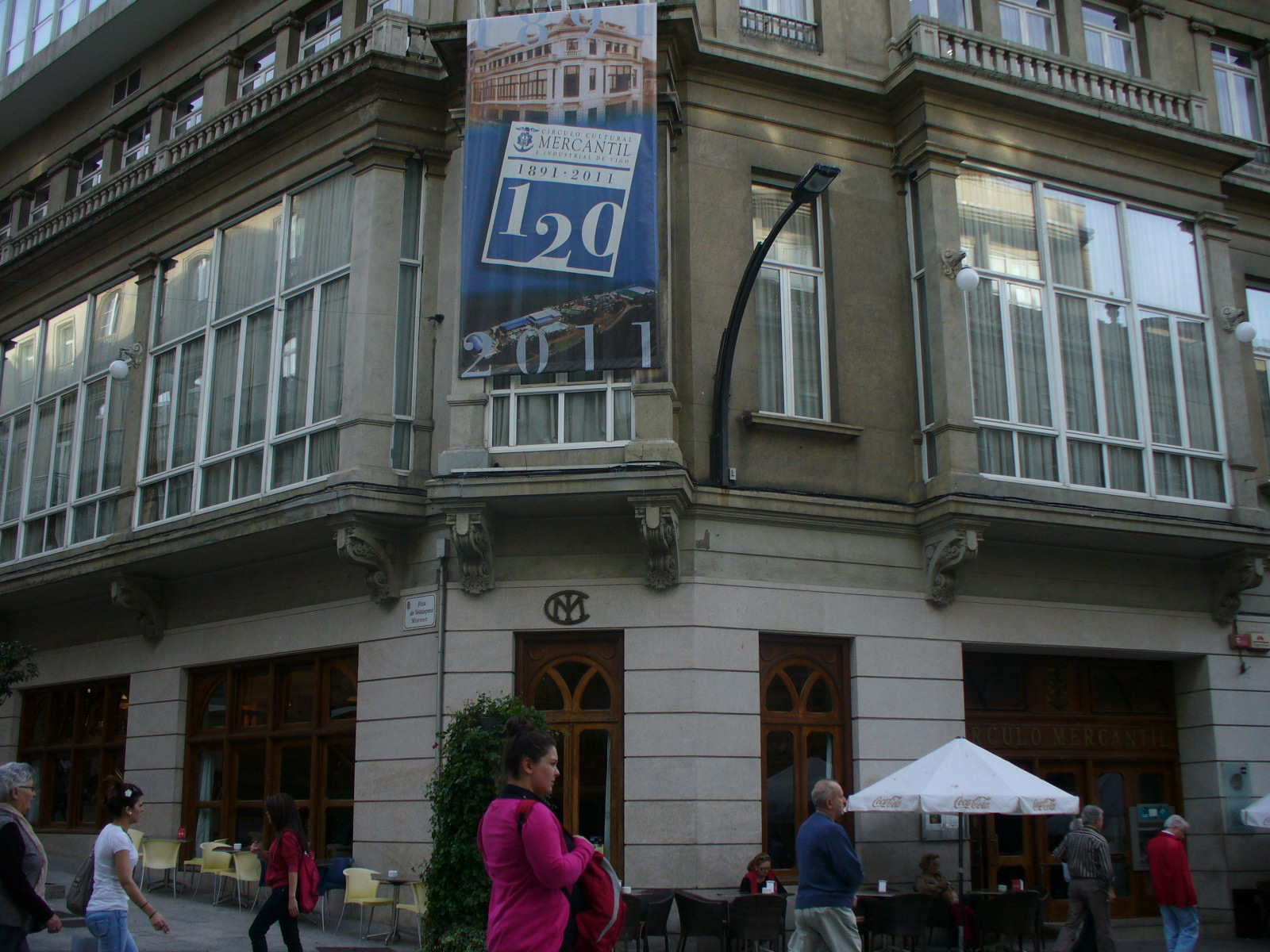
Antiguo Círculo Mercantil e Industrial de Vigo, edificio que posteriormente fue adquirido por el Real Club Celta para su remodelación.

A Sede consta de seis plantas que se erigen entre las calles del Príncipe y Velázquez Moreno.
En el bajo comercial, un espacio acristalado y a dos alturas, se encuentran la tienda oficial del Real Club Celta y un local gastronómico.
En la primera planta, que años atrás fuera el antiguo Salón Regio del Círculo Mercantil e Industrial de Vigo, se sitúa un espacio multiusos.
La segunda planta acoge una residencia para futbolistas de los equipos base del Celta.
La tercera planta acoge una clínica deportiva para futbolistas de elite, gestionada por el doctor del Real Club Celta Juan José García Cota.
Las plantas cuarta y quinta constituyen espacios administrativos, oficinas y despachos.
Finalmente, la última planta acoge un restaurante dirigido por el chef Alberto González Prelcic.
Exteriormente, destaca el acabado en malla acristalada que recubre el techo del edificio, formando una cúpula de vidrio de color azul celeste.